# Guale
Guale (Ouade) – historyczne wodzostwo tubylczych Amerykanów żyjących wzdłuż wybrzeża obecnej Georgii oraz na Sea Islands.
Dzielili się na trzy grupy:
- północną – m.in. Asopo, Chatufo, Otapalas, Otaxe, Uchilape, Tolomato, Uculegue, Unallapa
- środkową – Aleguifa, Tulufina, Chucalagaite, Espogache, Espogue, Fasquiche, Sapala, Sotequa, Tapala
- południową – Aluque, Asao, Cascangue, Fasquiche, Fuloplata, Hinafasque, Hocaesle, Talaxe, Tuque, Tufulo[1]

Hiszpańskie misje katolickie usytuowane na wybrzeżu od Florydy do północnej Georgii pod koniec XVI wieku były nastawione na nawracanie Indian Guale. Jednak w okresie XVII i XVIII wieku na skutek wojen z innymi plemionami oraz chorób zakaźnych przywiezionych przez białych populacja Guale gwałtownie spadała. Niedobitki Guale łączyły się w procesie etnogenezy z innymi szczepami tworząc naród Yamasee, a pozostali stopniowo migrowali w kierunku misji na hiszpańskiej Florydzie. Szacuje się, że przed przybyciem białych liczebność Guale wynosiła około 4000 osób, w 1602 roku hiszpańscy misjonarze twierdzili, że ponad 1200 Guale jest katolikami, natomiast w 1670 Anglicy szacowali, że w hiszpańskich misjach jest już tylko około 700 tych Indian. W 1733 było ich już zbyt mało, by przeciwstawić się założeniu na ich ziemiach miasta Savannah, zaczątka brytyjskiej kolonii Georgia.
Język Guale należał najprawdopodobniej do rodziny języków muskogejskich.